# Dora Calindri
Fedora Calindri detta Dora Calindri (Certaldo, 29 settembre 1910 – Roma, 12 aprile 1999) è stata un'attrice italiana.

## Biografia
Figlia degli attori Manlio Calindri ed Egloge Felletti, nonché sorella di un altro attore, Ernesto Calindri, fu molto attiva nella prosa radiofonica dell'EIAR, in commedie e radiodrammi. Calcò per molti anni i palcoscenici, prima assieme al fratello e poi accanto al secondo marito (il primo era stato Bruno Smith, attore, e padre dell'unica figlia Anna Maria, deceduto nel 1969), l'attore Ennio Balbo, del quale rimase vedova nel 1989.
Pur avendo già preso parte in una piccola parte al film Siluri umani di Antonio Leonviola, nel 1954, divenne attrice caratterista solamente alla fine degli anni settanta, prendendo parte ad alcuni film, come Il commissario di ferro (1978) di Stelvio Massi o La gatta da pelare (1978) di Pippo Franco.
Recitò sino alla morte del marito, per poi rimanere attiva soltanto nel doppiaggio.

## Filmografia parziale

### Cinema
- Siluri umani, regia di Antonio Leonviola (1954)
- Il commissario di ferro, regia di Stelvio Massi (1978)
- Interno di un convento, regia di Walerian Borowczyk (1978)
- Peccati a Venezia, regia di Amasi Damiani (1980)
- La gatta da pelare, regia di Pippo Franco (1981)
- Il cerchio delle passioni, regia di Claude D'Anna (1983)
- Desideri, regia di Bruno Mattei (1990)

### Televisione
- La bella addormentata, regia di Eros Macchi (1963)
- Il sale della terra, regia di Giacomo Colli (1965)
- Le inchieste del commissario Maigret, regia di  Mario Landi (1966)
- I racconti di padre Brown, regia di Vittorio Cottafavi (1966)
- Processi a porte aperte, episodio Il giocatore di scacchi, regia di Lydia C. Ripandelli (1968)
- Qui squadra mobile, regia di Massimo Felisatti (1973)
- L'andreana, regia di Leonardo Cortese (1982)

## Prosa televisiva Rai
- Io, Caterina, regia di Andrea Camilleri, trasmessa il 10 maggio 1952.
- Le inchieste del commissario Maigret, episodio L'ombra cinese, 1966.
- La guerra di Troia non si farà, dramma di Jean Giraudoux, regia di Andrea Camilleri, trasmessa dal Secondo programma il 3 gennaio 1968.

## Prosa radiofonica Rai
- Sigfrido, di André Beucler, regia di Corrado Pavolini, trasmessa il 14 agosto 1953.